# José Tamayo
José Tamayo (Granada, 16 de agosto de 1920 - Madri, 26 de março de 2003) foi um diretor e empresário teatral espanhol.